# Alessandra Bianco (sciatrice)
Alessandra Bianco (Torino, 21 marzo 1962) è una dirigente sportiva ed ex sciatrice alpina italiana.

## Biografia
Discesista pura originaria della Val di Susa, ai Campionati italiani vinse la medaglia di bronzo nel 1978; non prese parte a rassegne olimpiche né ottenne piazzamenti in Coppa del Mondo o ai Campionati mondiali. Dopo il ritiro è divenuta maestra di sci ed è entrata nel board nazionale degli Special Olympics, ricoprendo il ruolo di portavoce.

## Palmarès

### Campionati italiani
- 1 medaglia[4]:
  - 1 bronzo (discesa libera nel 1978)